# 府中大川
府中大川（ふちゅうおおかわ）は、広島県広島市と安芸郡府中町を流れる太田川水系太田川支流の一級河川である。上流域の広島市東区馬木では大谷川（おおたにがわ）、中流域の上温品から温品では温品川（ぬくしながわ）とも呼ばれる。

## 地理
広島市東区馬木町付近に源を発し、南西に流れマツダの本社工場脇の広島市南区大州で猿猴川と合流する。

## 流域の自治体
広島県
広島市東区、安芸郡府中町、広島市南区

## 支流
- 天神川（天神川駅の駅名の由来となる川。現在は暗渠）

## 並行する交通

### 道路
- 広島県道70号広島中島線
- 広島高速1号線
- 広島高速2号線
- 広島県道272号上宮町新地線

## 流域の商業施設
- キリンビアパーク広島
  - イオンモール広島府中